# Бельский, Иван Фёдорович

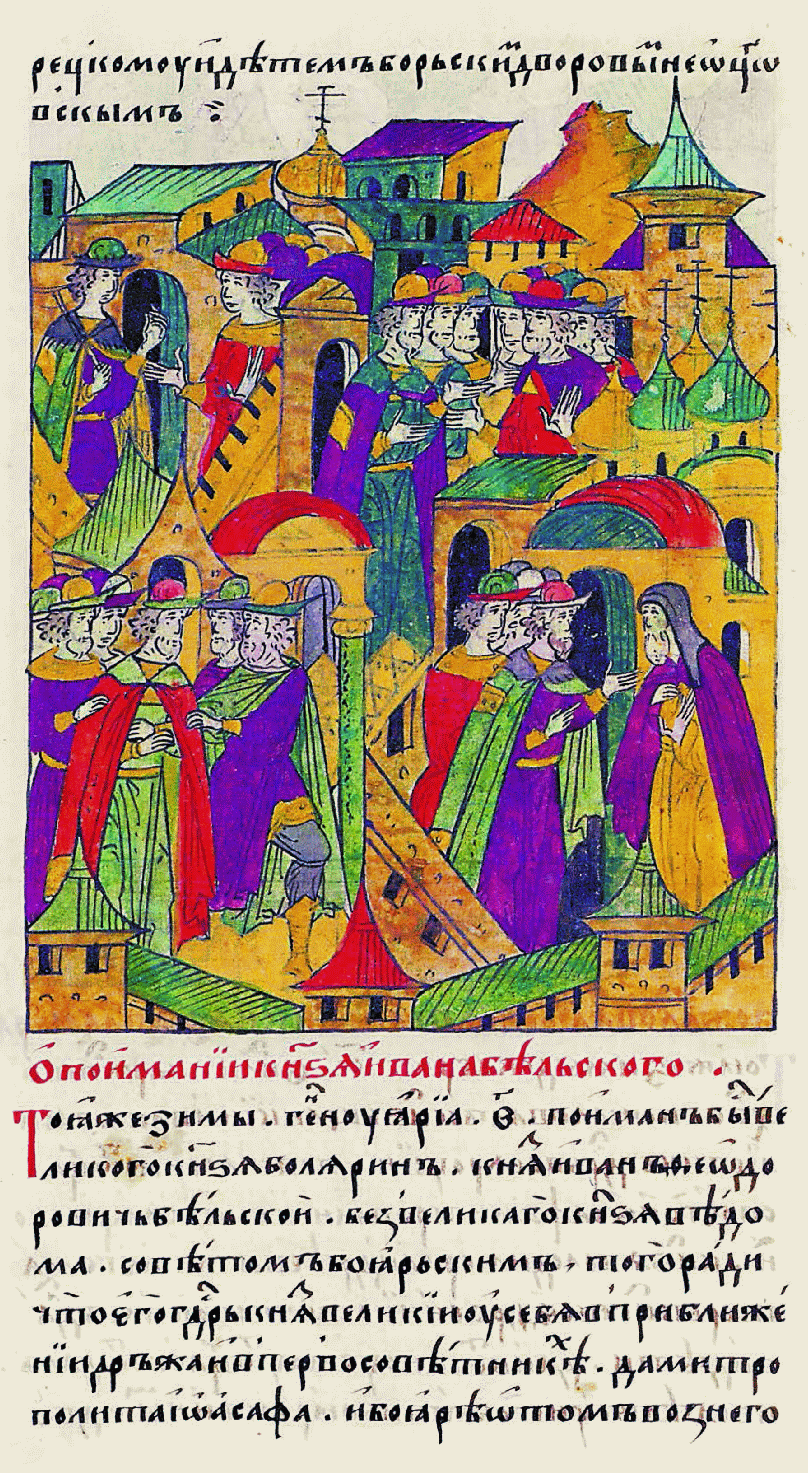
Свержение Бельского в 1542 году

Князь Ива́н Фёдорович Бе́льский (ум. май 1542, Белоозеро) — наместник, боярин и воевода во времена правления Ивана III Васильевича, Василия III Ивановича и Ивана IV Васильевича Грозного. 
Из княжеского рода Бельские, Гедеминович. Второй сын служилого князя Фёдора Ивановича Бельского и Анны Васильевны Рязанской. Троюродный брат великого князя и царя Ивана Васильевича Грозного.
Князь Иван Фёдорович вместе с братьями Дмитрием и Семёном владел Лухским удельным княжеством на Средней Волге.

## Биография
Впервые упомянут в 1499 году во время Казанского и Выборгского походов, где был в числе воевод Большого полка.

## Служба при Василии III Ивановиче
В 1522 году, вместе с братом Семёном сопровождал среди других воевод великого князя московского Василия III Ивановича в походе на Коломну. В этом же году пожалован в бояре. В августе 1523 года послан вместе с царём Шигалеем из Нижнего Новгорода, первым воеводой судовой рати к Казани, опустошив Казанские области, возвратился в Москву. 

В 1524 году назначенный первым воеводой большого полка судовой рати, возглавил поход 150-тысячного русского войска на Казанское ханство. Из Нижнего Новгорода войско по Волге спустилось к Казани и 7 июля встало у Гостиного острова, ожидая прибытия конницы. Казанский хан Сахиб Герай сбежал в Крым, обещая вернуться с поддержкой. Время шло, а конница (под началом воеводы Хабара Симского) и судовая рать с пушками и съестными запасами (князь Иван Палецкий) не приходили. Не дождавшись подкрепления, 15 августа Иван Бельский осадил Казань, и через несколько дней город начал просить мира, обещая послать послов в Москву с челобитьем. Иван Фёдорович Бельский снял осаду и ушёл из-под Казани. Вернулась лишь половина войска, остальные умерли от голода и болезней. Послы в Москву действительно прибыли, но лишь с тем, чтобы просить Василия III Ивановича утвердить казанским царем Сафа-Гирея. Лишь заступничество митрополита Даниила спасло Ивана Бельского от опалы неудовлетворённого исходом похода великого князя Василия Ивановича.

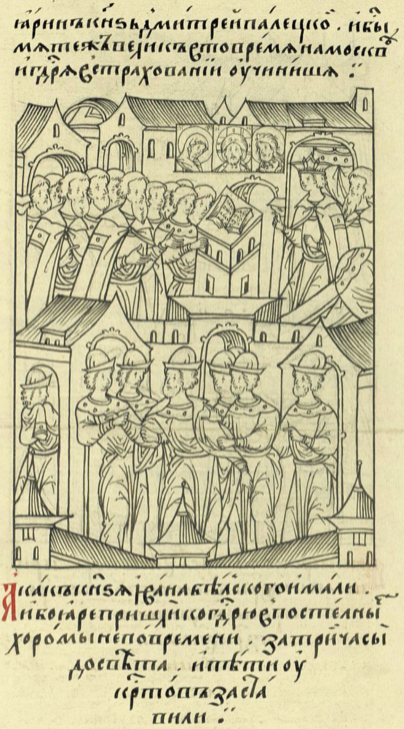
Арест Ивана Фёдоровича Бельского, Бояре врываются в покои Ивана Грозного

В сентябре 1524 года вместе со старшим братом Дмитрием принёс присягу на верность Василию III Ивановичу. В 1526 и 1528 годах вновь ходил к Казани первым воеводою судовой рати Большого полка, соединившись в июле с сухопутными силами, разбил казанцев, взял крепость на реке Булак, занял стратегические места вокруг Казани принудил казанцев просить пощады. После чего заключил с ними договор, привёл к присяге на верность московскому князю. Весной и летом 1529 года Иван и Семён Фёдоровичи Бельские несли военную службу на южных границах Русского государства. Князь Иван Фёдорович сперва первый воевода в Коломне, а потом в Усть-Осетре.
В 1530 году вновь был предпринят поход против Казани, боярин Иван Фёдорович первый воевода, командовал пешим войском, а боярин князь Михаил Львович Глинский — конницей. Войско на судах и берегом вышло из Нижнего Новгорода и подошло к Казани. Много татар было убито и взято в плен, а казанский хан Сафа Гирей сбежал в Арск, но город вновь не был захвачен. Между московскими главнокомандующими, боярами Иваном Бельским и Михаилом Глинским, возник спор по поводу того, кто первый должен войти в Казань. Не желая уступать друг другу, они предпочли снять осаду. В 1531 году сперва воевода в Коломне, а потом послан первым воеводою судовой рати к Казани. В 1532 году воевода Сторожевого полка в походе на Литву. В 1533 году вновь главный воевода, член Верховного Совета. Он присутствует в январе 1533 года на свадьбе брата великого князя, Андрея Старицкого, и княжны Хованской в качестве тысяцкого, на третий день венчания сидел первым за большим государевым столом, напротив боярынь. Во время нашествия Саиб-Гирея был наместником, а по роспуску больших воевод, наместник и первый воевода в Коломне. В декабре 1533 года находится у постели умирающего великого князя московского Василия III Ивановича. 

## Служба при Иване IV Васильевиче Грозном
В 1534 году назначен одним из главнокомандующих русских войск на южной границе, воевода Большого полка в Коломне, для отражения крымского нашествия.

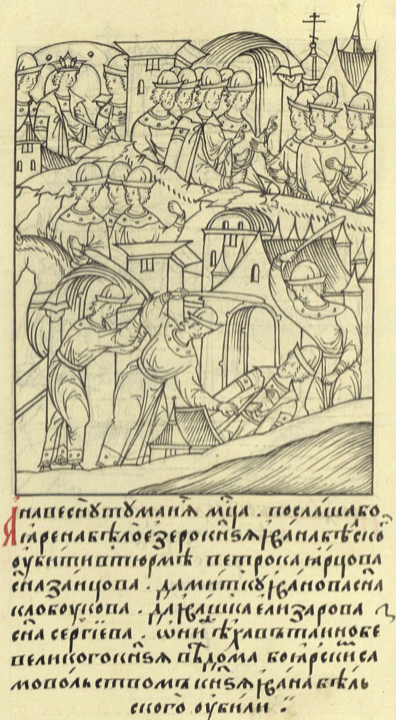
Убийство Ивана Фёдоровича Бельского

Летом 1534 года князь Семён Фёдорович Бельский, младший брат Ивана Фёдоровича, отъехал на службу в Литву, в связи с чем великая княгиня и правительница Елена Глинская приказала схватить его единомышленников. Иван Бельский был посажен в тюрьму, откуда был освобожден князем Василием Васильевичем Немым Шуйским лишь после смерти Елены Глинской в апреле 1538 года.
Выйдя на свободу, включился в борьбу за власть, происходившую между сильнейшими семейными кланами того времени: Шуйскими и Бельскими. На стороне Ивана Бельского находился митрополит Даниил. В 1538 году первый воевода Большого полка в Коломне. Вскоре вторично оказался в темнице. В июле 1540 года именем малолетнего великого князя Ивана Васильевича его освободили и вернули в боярскую думу, где он занял главенствующее положение. Его соперник князь Иван Васильевич Шуйский попал в опалу.
«Встала вражда», — говорит летописец, — «между великого князя боярами; князь Василий да князь Иван Васильевичи Шуйские стали враждовать на князя Ивана Фёдоровича Бельского… и многие были между ними вражды за корысти и за родственников; всяк о своих делах печется, а не о государских, не о земских». В сентябре 1540 года ездил с Государём на богомолье в Троице-Сергиев монастырь. 
Случившийся 3 января 1542 года переворот под руководством боярина князя Ивана Васильевича Шуйского вновь поставил князя Ивана Фёдоровича Бельского в положение изгнанника. Его сослали в Белоозеро, где в мае того же года по приказу Шуйских он был убит.

## Послание к митрополиту Макарию
По словам князя Андрея Михайловича Курбского, Иван Бельский «не токмо быв мужествен, но и в разуме мног и в священных писаниях в некоторых искусен». Единственным известным на сегодня произведением, которое приписывается князю Ивану Бельскому, является "Послание к митрополиту Макарию". Впервые оно было опубликовано в Православном собеседнике  за 1863 г. историком Иваном Добротворским на основании сборника Сол. 902, который поступил в библиотеку Казанской духовной академии из собрания Соловецкого монастыря. Однако князю Ивану Бельскому произведение было атрибутировано лишь 150 лет спустя, когда его идентифицировали, как компиляцию на основании "Послания к папе Сиксту IV" киевского митрополита Мисаила от 1476 г., которое, в числе прочих, подписал отец Ивана Бельского — князь Фёдор. Аргументы, которые говорят в пользу того, что компиляция на основании "Послания Мисаила" была составлена именно князем Иваном Бельским приведена в статье, опубликованной в Украинском археографическом ежегоднике за 2016 г. (хотя первоначально князя Фёдора ошибочно назвали дедом князя Ивана Бельского, однако позже эта информация была исправлена).

## Семья
Женат на дочери боярина князя Михаила Даниловича Щенятева, от брака с которой имел одного сына Ивана. Сын Иван женился на дочери окольничего Петра Яковлевича Захарьина, троюродной сестре царицы Анастасии Романовны Захарьиной. Их сыном, как полагает ряд историков, был Галактион Вологодский.

## Критика
Историк и генеалог М.Г. Спиридов, в своей монографии, приписывает князю Ивану Фёдоровичу, следующие службы. В  марте 1544 года первый воевода седьмого Большого полка в Казанском походе. В апреле 1549 года первый воевода одиннадцатого полка в походе против шведов. В сентябре 1551 года первый воевода первого Большого полка в походе к Полоцку. Приведённые данные идут в разрез утверждению года и причины смерти князя.